# Peter Burrell (1er baron Gwydyr)
Pour les articles homonymes, voir Peter Burrell et Burrell.
Peter Burrell (16 juin 1754 – 29 juin 1820) est une personnalité politique anglaise de la fin du XVIIIe siècle, mais il est surtout connu pour son implication dans le cricket, notamment comme fondateur du Marylebone Cricket Club en 1787.

## Famille
Il est le fils de Pierre Burrell et fait ses études au Collège d'Eton et St John's College, Cambridge.
Il se marie en 1779, avec Priscilla Bertie, la fille de Peregrine Bertie et vivent à Langley Park, Beckenham. Ils ont trois fils et une fille. Il est remplacé dans ses titres, par son fils aîné, Peter Drummond-Burrell (22e baron Willoughby de Eresby).

## Carrière
Il est élu membre du Parlement pour Haslemere de 1776 à 1780 et pour Boston de 1782 à 1796.
Son épouse hérite d'une grande partie de la succession Ancaster en 1779, de la baronnie de Willoughby de Eresby en 1780 et à l'office héréditaire de Lord Grand Chambellan. Burrell est anobli en 1781 et devient son adjoint.
Le point culminant de sa carrière est son rôle d'adjoint au Lord Grand Chambellan, jure uxoris, dans le célèbre procès de Warren Hastings. Hastings a été le premier gouverneur général de l'Inde de 1773 à 1786, mais en 1787, il est démis de ses fonctions et, par la suite jugé pour corruption, mais est acquitté en 1795.
Il succède à son père en 1775 et à son grand-oncle, Sir Merrik Burrell comme 2e baronnet en 1787. Il est créé baron Gwydir le 16 juin 1796.

## Cricket
Fervent amateur de cricket, il est reconnu comme le troisième membre influent de la Blanche Conduit Club et du début du MCC, après George Finch et Charles Lennox.
Sa carrière de joueur n'a été que de neuf match de première classe entre 1785 et 1790. Il joue deux matches pour le Kent, même s'il est londonien de naissance et que le siège de sa famille est dans le Sussex.